# صرعة (القدس)
صرعة، قرية فلسطينية مهجرة، تقع على بعد 31 كم إلى الغرب من مدينة القدس. تربطها طريق ممهدة طولها 2 كم بطريق القدس– بيت جبرين الرئيسية المعبّدة. كما تصلها طريق ممهدة ثانية بمحطة عرطوف على خط سكة حديد القدس– يافا جنوب صرعة. هناك طرق ممهدة أخرى تربطها بقرى دير رافات، إشوع، عرطوف، بيت سوسين وعسلين.
نشأت صرعة منذ عهد الكنعانيين فوق رقعة متموجة من الأقدام العربية لجبال القدس، على تل يرتفع 375 م فوق سطح البحر، ويراوح ارتفاع القرية بين 200 و 275 م فوق سطح البحر. تسلقت المباني الجنوبية في القرية السفوح حتى قمّة التل، في حين قامت المباني الشمالية على سفحه الشمالي الشرقي. تطل صرعة على وادي الصرار الذي يجري على مسافة 2 كم إلى الجنوب منها، على ارتفاع أقل من 200م فوق مستوى سطح البحر.
عُرفت أيضًا باسم صريا في العهد الروماني. وفي سنة 1569، كانت صرعة قرية في ناحية الرملة (لواء غزة)، عدد سكانها 94 نسمة، يؤدّون الضرائب على عدد من الغلال كالقمح، الشعير والزيتون، بالإضافة إلى عناصر أخرى من الإنتاج كالماعز وخلايا النحل. كما ذكر عالم الكتاب المقدّس إدوارد روبنسون أنّه مرّ بالقرية سنة 1841، بعيد مغادرته قرية اللطرون الواقعة على طريق القدس- يافا العام. في سنة 1875، قدر عدد سكان القرية بنحو 400 نسمة. وصف المساحون البريطانيون، الذين وضعوا كتاب «مسح فلسطين الغربية»، في أواخر القرن التاسع عشر، صرعة، بأنّها قرية قائمة على تل من الصخر الطباشيري الإيوسيني الأبيض أجرد قليل الارتفاع. وفي الجهة الجنوبية من القرية كان مقام النبي سامات الذي ربما اعتبره البعض شمشون المذكور في التوراة (الذي تقول الأساطير أنه عاش في القرية).
بنيت بيوت صرعة من الحجر واللبن، مجزأة إلى ثلاثة أقسام، يؤلف كل قسم منها أحد أحياء القرية. تتلاصق البيوت في كل قسم، ولا تترك بينها سوى شوارع ضيقة. بالرغم من امتداد عمران القرية نحو الشمال الشرقي. ظلت مساحتها صغيرة لم تتجاوز 8 دونمات في عام 1945. بالإضافة لذلك، تقع خربة الطاحونة الأثرية جنوب صرعة. تكاد صرعة تخلو من المرافق والخدمات العامة، باستثناء بعض الدكاكين وسط المباني السكنية.
تبلغ مساحة أراضي صرعة 4,967 دونمًا، جميعها ملك لأهلها العرب. استثمرت أراضيها في زراعة الحبوب والأشجار المثمرة كالزيتون، العنب، التين، المشمش وغيرها. تركزت بساتين الزيتون في أراضيها الشرقية، في حين تركزت أشجار الفواكه في الجهة الشمالية. كما تنمو الغابات والأعشاب الطبيعية فوق منحدرات التلال في الجهتين الغربية والجنوبية. اعتمدت الزراعة على مياه الأمطار، وعلى بعض عيون الماء في قيعان الأودية.
ازداد عدد سكان صرعة من 205 أفراد في عام 1922 إلى 271 نسمة في عام 1931، كانوا يقيومون في 65 بيتًا. وقدر عددهم في عام 1945 بنحو 340 نسمة.
اعتدى اليهود على صرعة عام 1948، احتلوها، طردوا سكانها، وأقاموا على أراضيها مستعمرتي “تسارعاه«و» تاروم”.

## احتلال القرية وتطهيرها عرقيًّا
في منتصف تموز\ يوليو1948، احتلت بضع قرى تقع على مشارف القدس، وذلك في إطار «عملية داني». يفيد |تاريخ حرب الاستقلال«في سياق ذلك، أنّه وضع دور مهم في إطار العملية للواء: هرئيل»، الذي نشط في القطاع الشرقي لعملية «داني». وقعت صرعة التي كانت القوات المصرية تدافع عنها، تحت الاحتلال في 13-14 تموز\ يوليو في أثناء اجتياح سهل اللد - الرملة، الواقع إلى الغرب منها. حيث احتلت الكتيبة الرابعة التابعة للواء «هرئيل» صرعة، تمهيدًا للهجوم على قرية عرتوف المجاورة التي كانت تدافع عنها (قوات غير نظامية) التي ربما كانت وحدات من المجاهدين الفلسطينيين، عاملة تحت قيادة الجيش المصري.

## القرية اليوم
يتبعثر ركام المنازل والعوارض المعدنية بين الأشجار النابتة في الموقع اليوم. كما يقرأ على صخرة مسطحة تحيط الأنقاض بها، بعض الآيات القرآنية المنقوش عليها تاريخ 1355 للهجرة (1936). بالإضافة لذلك، يقع في الجانب الغربي للموقع مقام يضم صريحي شيخين محليين. وتغطي أشجار التين واللوز والسرو واديا في الشمال الشرقي.

## المستعمرات الإسرائيلية على أراضي القرية
في سنة 1950 شيدّت مستعمرة «تروم» في الجانب الشمالي الشرقي من الموقع، على أراضي القرية. أما «تسرعا»، أقيمت في سنة 1949 عقب هدم القرية، على بعد كيلومترين إلى الجنوب الغربي من الموقع، على أراضٍ تابعة لقرية دير آبان.